# Dowleswaram
Dowleswaram es una ciudad censal situada en el distrito de Godavari Este en el estado de Andhra Pradesh (India). Su población es de 44637 habitantes (2011). Se encuentra a orillas del río Godavari, a 3 km de Rajahmundry y a 128 km de Vijayawada. 

## Demografía
Según el censo de 2011 la población de Dowleswaram era de 44637 habitantes, de los cuales 21681 eran hombres y 22956 eran mujeres. Dowleswaram tiene una tasa media de alfabetización del 78,94%, inferior a la media estatal del 67,02%: la alfabetización masculina es del 83,02%, y la alfabetización femenina del 75,10%.